# Хинтила
Хинтила (Чинтила; умер 20 декабря 639) — король вестготов в 636 — 639 годах.

## Правление

### Приход к власти
О его коротком правлении известно очень мало вследствие скудности сообщений хроник. Почти все знания происходят из актов двух Государственных Церковных соборов, проведённых во время его царствования. То что Хинтила за время своего короткого правления дважды собирал общегосударственные соборы, явно нуждаясь в активной поддержке церкви, видимо, свидетельствует о неустойчивом положении короля.
Хинтиле от его предшественника Сисенанда досталась крайне ослабленная и нестабильная монархия. Источники не сообщают, каким образом он пришёл к власти; вероятно, он был избран королём на совете знати и епископов, в соответствии с 75-м каноном, принятым на Четвёртом Толедском соборе.

### Пятый Толедский собор

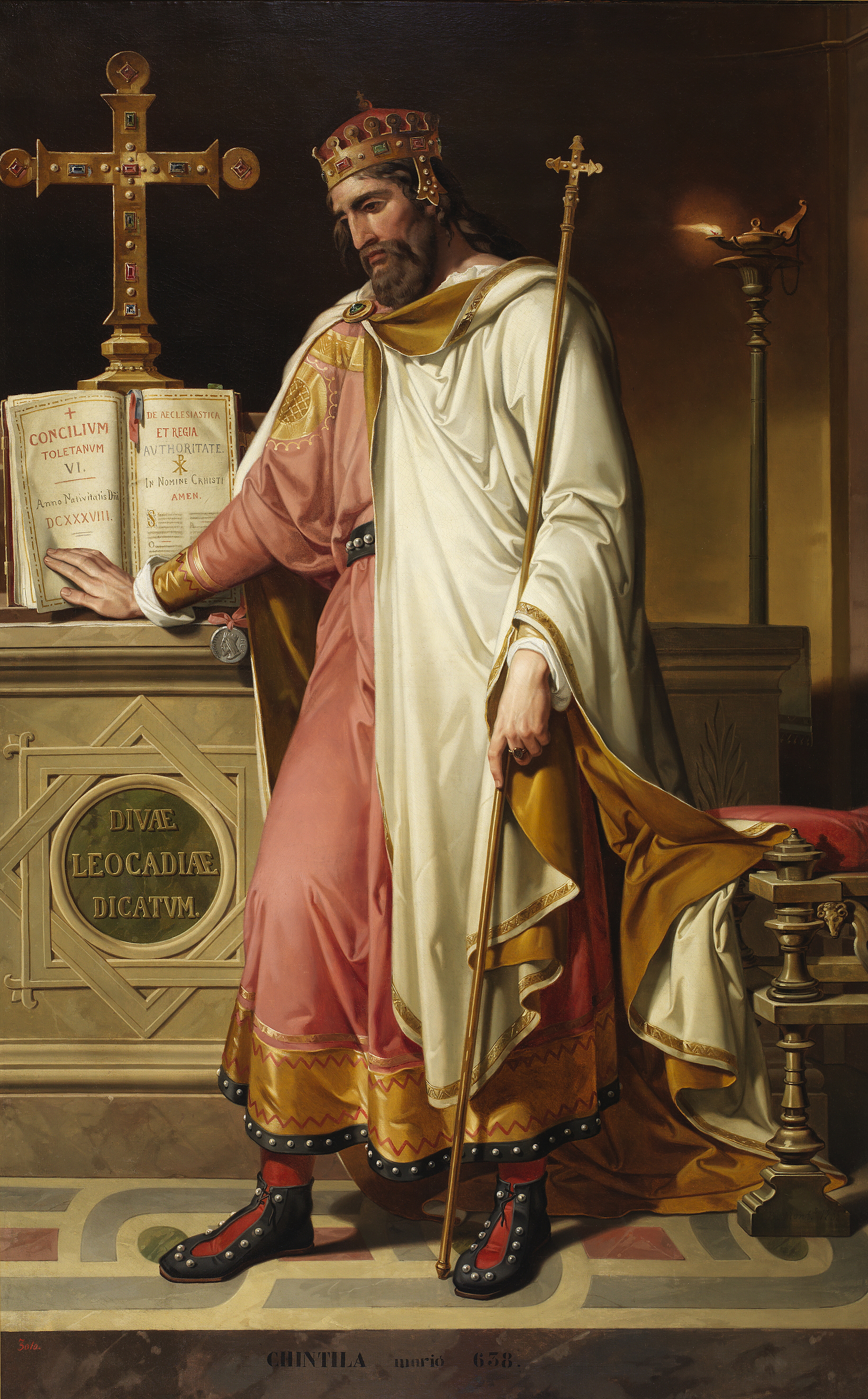
Хинтила — король вестготов. Картина художника Бернардино Монтаньес (1825—1893). Написана в 1855 году. Здание Конгресса депутатов Испании

30 июня 636 года в Толедо был созван Пятый Толедский собор под председательством Браулио Сарагосского, заменившего недавно скончавшегося Исидора Севильского.

«Хинтила созвал Толедский собор из девятнадцати епископов (на самом деле присутствовало 22 епископа и 2 представителя от не смогших по какой-то причине приехать), чтобы просветить тех, кто не был сведущ в важных мирских и божественных вопросах. В книге Канонов указано, сколь много викариев, епископов и придворных вельмож, кого сочли достойными, собралось в церкви христианской святой девы и великомученицы Леокадии. На этом соборе епископ Сарагосы Браулио превосходил умом остальных выдающихся деятелей и внушал христианам благочестивое учение; даже его самые незначительные труды церковь перечитывает по сей день».
На данном соборе не присутствовали епископы из Нарбонской Галлии, видимо, из-за разногласий политического характера. Этот собор издал девять канонов, из которых не менее пяти были посвящены защите короля и его семьи. Следовательно, Хинтила чувствовал себя в опасности. В этих канонах говорилось, что собственность, справедливо приобретенная королём, не могла быть конфискована у его наследников следующим королём. Также окружение короля, его сторонники, советники и помощники сохраняли его дарения и пожалования после его смерти. Виновные в посягательстве на собственность семьи короля и его друзей должны были преданы анафеме. Постановления собора угрожали жесткими наказаниями узурпаторам и тем, кто совершал покушение на короля. Подтверждалось, что избираемый король должен быть благородного происхождения и не мог быть выбран из числа священнослужителей, трудового народа и иностранцев.

### Шестой Толедский собор

Золотой триенс Хинтилы. Монетный двор Кордубы (совр. Кордова). Вес — 1.26 г Диаметр — 18 мм. Надпись на аверсе: CHINTILA REX (Хинтила король). Надпись на реверсе: CORDOBA PIVS (Кордуба. Благочестивый).

Видимо, внутриполитическая ситуация в стране до конца не была урегулирована из-за постоянного сопротивления знати и еврейской диаспоры, что потребовало через полтора года проведения нового общегосударственного собора. На созванный 9 января 638 года Шестой Толедский собор прибыло уже более чем в два раза больше епископов (53), чем на предыдущий. Характерно присутствие трех епископов из провинции Нарбонская Галлия, что доказывает распространение влияния короля на севере. Этот совет даже официально рассматривался как заседание архиереев Испании и Галлии, в отличие от предыдущего, представленного как встреча епископов «различных провинций Испании».

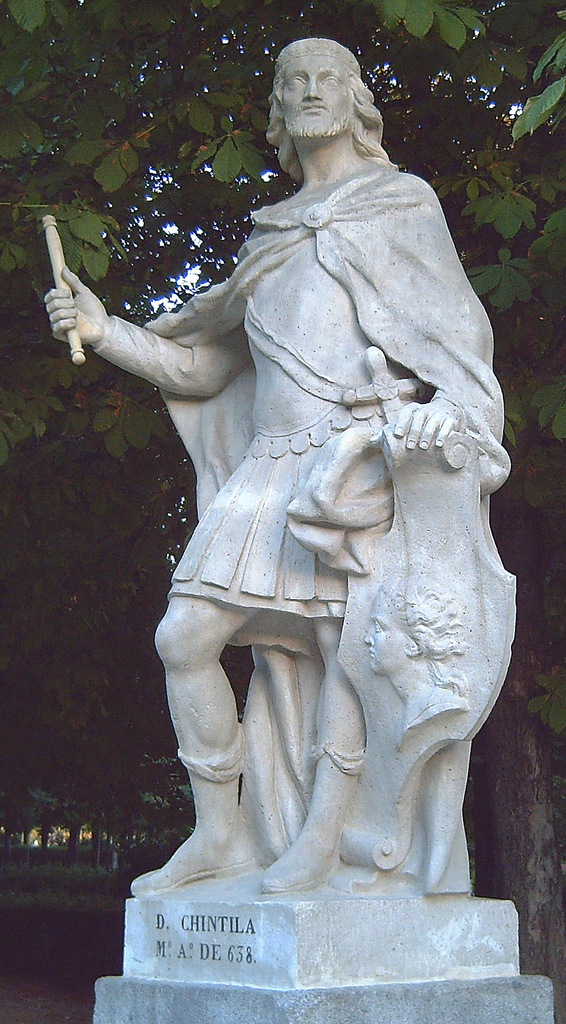
Скульптура Хинтилы из белого камня в парке Буэн-Ретиро. Мадрид. Скульптор Франсуа Водж. Между 1750 и 1753 годами

Собор разобрал вопросы церковного устройства и дисциплины. И на этот раз не обошлось без постановлений в защиту короля. Была подтверждена недопустимость преступлений против короля и трона, а преемнику убитого короля грозилось вечным позором, если он не наказывал виновного или виновных цареубийц.
Церковный совет поднял вопрос об обвиняемых или виновных (видимо, их было значительное число) в определенных преступлениях, которые нашли убежище в зарубежных странах и оттуда наносили вред Королевству вестготов; в случае их поимки они должны были быть отлучены от Церкви.
Так как одновременно были изданы каноны, дававшие знати гарантии соблюдения её прав, следует предполагать возрастающее влияние аристократии. VI Толедский собор принял постановление, запрещающее проживание в пределах страны не христиан ортодоксально-никейского вероисповедания. Таким образом, он санкционировал изгнание из страны евреев, отказывающихся принять христианство, и обязал тех из них, которые перешли в новую веру, сделать публичное заявление о своей приверженности к христианству.
Хинтила правил 3 года, 9 месяцев, 9 дней (хотя Мосарабская хроника отводит ему 6-летнее царствование) и умер 20 декабря 639 года от естественной смерти. На основании того, что Хинтила постоянно опасался узурпации трона, вылившееся в постановления соборов, можно сделать вывод, что всё его царствование прошло в мятежах и восстаниях знати. Ему наследовал его сын Тульга.